# Galgula hippotamada
Galgula hippotamada là một loài bướm đêm trong họ Noctuidae.